# 珠江路站 (贵阳市)
珠江路站是贵阳轨道交通1号线的地铁车站，位于中华人民共和国贵州省贵阳市花溪区珠江路与长江路交叉口北侧，于2018年12月1日开通。

## 车站结构
珠江路站沿珠江路呈南北向设置，为地下二层岛式站台车站，车站长215米，标准段宽19.2米，车站地下一层为站厅层，地下二层为站台层。
| 地面              | 出入口 | A、B、C、D出入口                                                                                            |
| 地下一层          | 站厅   | 客服中心、自动售票机、验票机                                                                                |
| 地下二层          | 站台   | \| \| \| █ 1号线往窦官（望城坡） \| \| 島式 · 開左邊车门 \| \| \| \| \| \| █ 1号线往小孟工业园（长江路） \| |
|                   |        | █ 1号线往窦官（望城坡）                                                                                     |
| 島式 · 開左邊车门 |        | |
|                   |        | █ 1号线往小孟工业园（长江路）                                                                               |

## 车站出口
珠江路站共有4出入口，各出口及周围设施如下所示：
| 编号                | 出入口信息                           | 照片 | 无障碍设施 |
| ------------------- | ------------------------------------ | ---- | ---------- |
| A · 出口            | 珠江路，黔江小区                     |      | 不適用     |
| B · 出口 · （设有） | 珠江路，贵阳市第二十五中学，乐街小区 |      |            |
| C · 出口            | 珠江路，万科大都会                   |      | 不適用     |
| D · 出口 · （设有） | 珠江路，兴隆珠江湾畔，花溪区第六小学 |      |            |
| 图例： 设有         |                                      |      |            |

## 接驳交通

### 公交车
- 珠江路：11路，327路，B7路，经开1路，经开5路

## 车站历史
本站建设时期工程名为新村站，开通前正式命名为珠江路站，站名来自车站所处的珠江路。
- 2015年8月9日，车站主体结构封顶[2]。
- 2018年12月1日，车站随1号线全线通车开通[1]。